# Tovorna železniška postaja Koper
Tovorna železniška postaja Koper (tudi Koper Tovorna) v Serminu je ena izmed železniških postaj v Sloveniji.
Mesto Koper ima pravzaprav dve železniški postaji, prva je železniška postaja Koper, ki je namenjena potnikom, druga pa je Tovorna železniška postaja Koper v Serminu, ki služi predvsem tovornemu prometu za Luko Koper.

## Zgodovina
Tovorna železniška postaja Koper deluje od odprtja proge Divača - Koper, 2. decembra 1967. Prvi vlak s 40 vagoni sladkorja je na postajo prispel iz Češkoslovaške leta 1967. Na postaji so potniški promet opravljali od leta 1972, pa vse do leta 1979, ko je bila do obrobja mesta Koper zgrajena enotirna proga in je bila odprta Železniška postaja Koper.

## Opis postaje
Železniška postaja Koper Tovorna je začetna ali končna postaja na enotirnem in elektrificiranem odseku cepišče Prešnica - Koper. Postajno poslopje se nahaja na levi strani proge (v smeri Luke Koper). Naprej, do postaje Koper Luka, lahko vozijo le dizelske lokomotive. Postaja je opremljena za sprejem in odpravo vagonskih pošiljk v notranjem in mednarodnem prometu.
Na postajah Koper Tovorna in Koper Luka se danes opravljajo vse carinske dejavnosti, na postaji Koper tovorna pa sta dva tira namenjena za tekoče popravilo vagonov.
Železniška postaja Koper Tovorna je organizacijsko nadrejena daljinsko vodenim postajam Rižana, Hrastovlje in Črnotiče, kar  predstavlja Nadzorno postajo Koper, s sedežem na Železniški postaji Koper Tovorna.

### Nov izvlečni tir
Z namenom omilitve ozkega grla na območju Bivja je bil na železniški progi Divača–Koper vzporedno z obstoječim tirom zgrajen nov t.i. izvlečni tir, med železniško postajo Koper Tovorna in območjem elektronapajalne postaje ENP Dekani, ki je dolg 1,2 km. Z izgradnjo tega tira v letu 2018 in kasnejšo obnovo obstoječega, se je na tem delu povečala kapaciteta proge in omogočeno je fleksibilnejše vodenje vlakov. Izvlečni tir hkrati prestavlja prvi del novozgrajenega drugega tira Divača - Koper, ki se bo nanj priključil pri ENP Dekani. Leto kasneje je bil uveden evropski sistem za nadzor vlakov ETCS.

## Infrastruktura
- Parkirišče